# Mirošov (Plzeň)
Mirošov é uma cidade checa localizada na região de Plzeň, distrito de Rokycany.